# Plagiochila durelii
Plagiochila durelii är en bladmossart som beskrevs av Victor Félix Schiffner. Plagiochila durelii ingår i släktet bräkenmossor, och familjen Plagiochilaceae. Inga underarter finns listade i Catalogue of Life.